# M/S Stena Superfast VIII
M/S Stena Superfast VIII är en snabbfärja ägd av Stena Line.

## Tekniska data[1]
- Byggd 2001 av Howaldtswerke-Deutsche Werft AG, Kiel, Tyskland. Varvsnummer. 358
- Dimensioner. 203,30 x 25,42 x 6,60 m. GT/ NT/ TDW. 30285/ 10703/ 5990
- Maskineri. Fyra Wärtsilä-Sulzer 12ZAV40S dieslar. Effekt. 46000 kW. Knop. 28,9
- Passagerare. 626. Hyttplatser. 626
- Bilar. 661

## Historia
Levererad 2001 för Superfast Ferries och linjen Hangö-Rostock. Efter Tallinks köp av Superfast Ferries Östersjöverksamhet 2006 flyttas fartyget till linjen Helsingfors - Tallinn - Rostock. I augusti 2011 upphör trafiken och fartyget chartras ut till Stena Line på tre år och byter namn till Stena Superfast VIII. Såld till Stena Line den 14 december 2017.

## Systerfartyg
- M/S Stena Superfast VII
- M/S Atlantic Vision
- M/S SeaFrance Molière